# Nachtjagdgeschwader 100
Das Nachtjagdgeschwader 100 war ein Verband der Luftwaffe der Wehrmacht im Zweiten Weltkrieg. Es war mit Nachtjagdflugzeugen vom Typ Dornier Do 217, Junkers Ju 88 und Messerschmitt Bf 110 ausgestattet und bekämpfte feindliche Einflüge in zugewiesenen Lufträumen. Das Geschwader war während der gesamten Zeit seines Bestehens überwiegend im Deutsch-Sowjetischen Krieg eingesetzt. Eine Ausnahme bildete das Unternehmen Bodenplatte an der Westfront. Es wurde am 8. Mai 1945, nach der bedingungslosen Kapitulation der Wehrmacht, aufgelöst.

## Aufstellung
Der Gruppenstab der I. Gruppe und die 1. Staffel des Geschwaders bildete sich am 1. August 1943 in Orscha, aus der umbenannten II. Gruppe des Nachtjagdgeschwaders 5, im vom Deutschen Reich besetzten Teil Westrusslands. Die 2. Staffel in Stalino und die 3. Staffel in Schatalowka/West wurden ebenfalls direkt an der Ostfront aufgestellt.
Der Gruppenstab der II. Gruppe entstand im Juni 1944 in Nisch in Serbien, das zu dieser Zeit vom Deutschen Reich besetzt war. Währenddessen war die 4. Staffel schon im Dezember 1943 in Orscha, die 5. Staffel im Mai 1944 in Groß-Beckereck und die 6. Staffel in Krumowo aufgestellt worden. Diese drei Staffeln stammten ursprünglich vom Nachtjagdgeschwader 200.
Es existierte kein Geschwaderstab. Die Geschwaderkennung war W7.

## Gliederung
Am 10. Oktober 1943 bestand das Geschwader nur aus der I. Gruppe mit dem Gruppenstab und der 1. bis 3. Staffel. Jede Staffel, geführt durch einen Staffelkapitän, hatte eine Sollstärke von 15 Flugzeugen. Daraus ergab sich eine Sollstärke der Nachtjagdgruppe von 45 Flugzeugen in den drei Staffeln und 3 Flugzeugen für die Gruppenstabsstaffel mit dem Gruppenkommandeur. Daraus ergab sich eine Gesamtsollstärke des Geschwaders zu dieser Zeit von 48 Nachtjagdflugzeugen.

## Gruppenkommandeure

### I. Gruppe
- Hauptmann Heinrich Prinz zu Sayn-Wittgenstein, 1. August 1943 bis 8. August 1943[9]
- Hauptmann Rudolf Schoenert, 8. August 1943 bis 31. Dezember 1943[10]
- Hauptmann Alois Lechner, 1. Januar 1944 bis 23. Februar 1944 †[11]
- Hauptmann Kurt Bonow, 23. Februar 1944 bis Mai 1944[12]
- Hauptmann Theodor Bellinghausen, 1. Mai 1944 bis 8. Juli 1944[13]
- Hauptmann August Fischer, 8. Juli 1944 bis 8. Mai 1945[14]

### II. Gruppe
- Hauptmann Ulrich von Meien, 2. Juli 1944 bis 21. Oktober 1944[15]
- Hauptmann Paul Zorner, 20. Oktober 1944 bis 8. Mai 1945[16]

## Auszeichnungen
Bekannte Träger des Ritterkreuz des Eisernen Kreuzes des Nachtjagdgeschwaders 100:
| Name                   | Dienstgrad | Einheit     | Ritterkreuz   |
| ---------------------- | ---------- | ----------- | ------------- |
| Francsi, Gustav-Eduard | Leutnant   | I./NJG 100  | 29. Okt. 1944 |
| Lechner, Alois         | Hauptmann  | 1./NJG 100  | 5. Feb. 1944  |
| Wilke, Heinrich        | Feldwebel  | II./NJG 100 | 6. Dez. 1944  |

## Bekannte Geschwaderangehörige
- Paul Zorner (1920–2014), war Gründer des Fördervereins „Partnerschaft mit Schlesien“ und erhielt dafür die Verdienstmedaille des Verdienstordens der Bundesrepublik Deutschland